# Bugarama
Bugarama är en kommun i Burundi. Den ligger i provinsen Rumonge, i den västra delen av landet, 30 kilometer söder om Burundis största stad Bujumbura.